# Jacques Louis
Pour les articles homonymes, voir Louis.
Jacques Louis, né le 29 septembre 1984 à Etterbeek (région de Bruxelles-Capitale), est un auteur de bande dessinée belge.

## Biographie

### Jeunesse
Jacques Louis naît le 29 septembre 1984 à Etterbeek, l'une des 19 communes situées dans la région de Bruxelles-Capitale en Belgique dans une famille dont le père connu sous le nom de Clou est illustrateur dans le quotidien La Libre Belgique et la mère présidente de mouvement féministe. Jacques Louis découvre la bande dessinée franco-belge dans Spirou où il apprécie Le Petit Spirou et Kid Paddle. Dès neuf ans, il suit des cours d'arts plastiques. Puis, à 14 ans, Jacques Louis intègre une formation de bande dessinée en cours du soir à Woluwé-Saint-Pierre, dans une académie où le précédèrent des années plus tôt des auteurs comme Stuf, Janry et Tome. Il poursuit sa formation à l'Institut Saint-Luc de Bruxelles, section bandes dessinées. Il remporte le concours de la Communauté française de Belgique en 2004, avec à la clé, un voyage pour le festival de BD d'Angoulême. Il est tenté par la science-fiction, mais il se tournera assez rapidement vers la bande dessinée humoristique.

### Carrière
Son projet de BD satirique intitulé Le Chômeur et sa Belle intéresse Benoît Fripiat le directeur de la célèbre maison d'édition Dupuis et publie sa bande dessinée dans le journal de Spirou en juillet 2010. À l'arrêt de sa série en 2013, il va multiplier les expériences et projets divers.
Ce dessinateur est attaché au label My Major Company (MMC), une plateforme de financement participatif, créée en 2007.
Depuis 2020, il anime la série Family Life, un nouveau récit à tendance autobiographique dressant le portrait d'une famille du XXIe siècle, inspiré de ses deux filles, alors âgées de 2 et 4 ans dans Spirou, l'album est publié chez Dupuis la même année. Selon Adrien Laurent, chroniqueur d'ActuaBD et administrateur du groupe Facebook Les Amis de Spirou « Les pages, mises en scène sans délimitation des dessins, rehaussées d’une bichromie, conviennent parfaitement à l’ambiance drôle et mélancolique, mais pleine de tendresse de l’album. »
Depuis, il publie toujours dans Spirou quelques courts récits.
Pour le même journal, il rend hommage à Stuf, Tome et Raoul Cauvin à la disparition de ceux-ci.
Jacques Louis partage son atelier situé à Bruxelles — où il vit — avec Marc Dubuisson, Benoît Bekaert, Benjamin Benéteau et Edgar Kosma.

## Publications

### Périodiques
- Le Chômeur et sa belle, dans Spirou, 2010-2013[2].
- Family Life à partir du no 4278 en 2020, couvertures pour les nos 4284 et 4315.

### Albums
- Le Chômeur et sa belle, Dupuis[6] :
- 1. Le Chômeur et sa Belle[7], Dupuis, Marcinelle, 2 mars 2012
Scénario, dessin et couleurs : Jacques Louis -  (ISBN 978-2-8001-5000-0),financé par My Major Company. Projet lancé par 235 éditeurs pour un total de 25000 euros misés
- 2. Vers une relation d'adultes[8], Dupuis, Marcinelle, 5 mai 2013
Scénario, dessin et couleurs : Jacques Louis -  (ISBN 978-2-8001-5677-4),financé par My Major Company

- Family Life[9],[10],[11],[12], Dupuis, Marcinelle, 21 août 2020
Scénario, dessin et couleurs : Jacques Louis -  (ISBN 9791034741304),Recueil d’histoires courtes. Format à l'italienne. 96 p..

### Para-BD
En 2021, Jacques Louis réalise des illustrations pour le calendrier scout de la fédération belge.

#### Livres
: document utilisé comme source pour la rédaction de cet article.
- Philippe Mellot, Michel Denni, Laurent Turpin et Isabelle Morzadec, Trésors de la bande dessinée : BDM 2021-2022 - Catalogue encyclopédique et Argus, Paris, Les Arènes, novembre 2020, 22e éd., 1700 p., ill. ; 23 cm (ISBN 9791037502582, OCLC 1240308146, présentation en ligne), p. 247. .

#### Périodiques
- Morgan Di Salvia, « En direct du futur : La Vie de famille », Spirou, Dupuis, no 4276,‎ 25 mars 2020
- Damien Perez, « Jacques Louis l'auteur dont l'autofiction fait du bien (y compris à lui-même) », Spirou, Dupuis, no 4284,‎ 20 mai 2020
- Jacques Louis (interviewé par Paul Satis), « Bienvenue dans mon atelier : Jacques Louis », Spirou, Dupuis, no 4294,‎ 29 juillet 2020
- Jacques Louis (interviewé par Paul Satis), « Vous êtes mon auteur préféré : Jacques Louis », Spirou, Dupuis, no 4311,‎ 25 novembre 2020
- Jacques Louis (interviewé par Paul Satis), « Le Coin des lecteurs : Les BD de ma vie », Spirou, Dupuis, no 4403,‎ 31 août 2022.

#### Articles
- David Taugis, « Le Chômeur et sa belle, T1 - Par Jacques Louis - Dupuis/My Major Company BD », ActuaBD,‎ 5 avril 2012 (lire en ligne, consulté le 7 novembre 2022)
- Jean-Laurent Truc, « Family Life, tous les bonheurs du monde », ligne claire,‎ 22 août 2020 (lire en ligne, consulté le 7 novembre 2022)
- Pierre Burssens, « Family life Scénario, dessins et couleurs : Jacques Louis : Chef de famille ? », Auracan,‎ 16 septembre 2020 (lire en ligne, consulté le 7 novembre 2022)
- Alexis Seny, « Family Life de Jacques Louis : avoir le cœur lourd n’empêche pas de se laisser porter par la vie, et d’en garder le meilleur, la chaleur », Branchés Culture,‎ 8 octobre 2020 (lire en ligne, consulté le 7 novembre 2022).